# تشيسكي تشين
تشيسكي تشين (بالتشيكية:Český Těšín)  هي مدينة تشيكية تقع في مقاطعة كارفينا بمحافظة مورافيا-سيليزيا الواقعة في شمال شرق جمهورية التشيك، تقع المدينة على الضفة الغربية لنهر أولزا الذي يفصل المدينة عن الأراضي البولندية، يبلغ عدد سكان تشيسكي تشين 25,780 نسمة وتبلغ مساحتها 33.81 كيلو مترا مربعا.

## توأمة
لتشيسكي تشين اتفاقيات توأمة مع كل من:
- روجنافا
- جيشن

## أعلام
- فيكتور أولمان